# Almqvistsällskapet
Almqvistsällskapet är ett litterärt sällskap med uppgift att ge ut skrifter av och om Carl Jonas Love Almqvist samt att verka för spridande av kännedom om hans person. Tillsammans med Svenska Vitterhetssamfundet utger sällskapet författarens Samlade verk, som planeras omfatta minst 55 volymer. Därtill ger Almqvistsällskapet ut skriftserien Almqviststudier samt medlemsbulletinen Almqvistiana.
På sällskapets webbplats finns rättegångs- och polisförhörsprotokoll rörande "Fallet Almqvist", den svenska litteraturhistoriens största kriminalgåta.

## Almqviststudier
- 1. Roland Lysell & Britt Wilson Lohse (red.) (1996). Carl Jonas Love Almqvist: konstnären, journalisten, pedagogen (1). Hedemora: Gidlunds förlag. ISBN 91-7844-251-6
- 2. Lars Burman (1998). Tre fruar och en mamsell: om C. J. L. Almqvists tidiga 1840-talsromaner (1). Hedemora: Gidlunds förlag. ISBN 91-7844-271-0
- 3. Lars Burman (red.) (2001). Carl Jonas Love Almqvist: diktaren, debattören, drömmaren (1). Hedemora: Gidlunds förlag. ISBN 91-7844-347-4
- 4. Jon Viklund (2004). Ett vidunder i sitt sekel: retoriska studier i C.J.L. Almqvists kritiska prosa 1815-1851 (1). Hedemora: Gidlunds förlag. ISBN 91-7844-664-3
- 5. Anders Burman, Roland Lysell & Jon Viklund (red.) (2010). Dramatikern Almqvist (1). Hedemora: Gidlunds förlag. ISBN 91-7844-807-7